# Hienodonts
Els hienodonts (Hyaenodonta) són un clade extint de mamífers de l'ordre dels creodonts que visqueren al Vell Món entre el Paleocè superior i el Miocè superior. Se n'han trobat restes fòssils a Algèria, Bèlgica, els Estats Units, França, l'Índia, el Kirguizstan, el Marroc, Mongòlia, el Regne Unit i la Xina. Les espècies d'aquest grup eren creodonts enormes. Els seus cranis, que podien atènyer una llargada de 60 cm, eren els més grossos que es coneixen en mamífers carnívors terrestres. Hyaenodon gigas era una bèstia d'1,4 m d'alçada a la creu, 3 m de llargada i mitja tona de pes. Eren bons corredors que feien servir la seva punta de velocitat per atrapar les preses, però també menjaven carronya.